# Eurytoma curta
Eurytoma curta är en stekelart som beskrevs av Walker 1832. Eurytoma curta ingår i släktet Eurytoma och familjen kragglanssteklar. Arten är reproducerande i Sverige. Inga underarter finns listade i Catalogue of Life.